# Sidalcea calycosa
Sidalcea calycosa är en malvaväxtart som beskrevs av Marcus Eugene Jones. Sidalcea calycosa ingår i släktet axmalvor, och familjen malvaväxter.

## Underarter
Arten delas in i följande underarter:
- S. c. calycosa
- S. c. rhizomata

## Bildgalleri

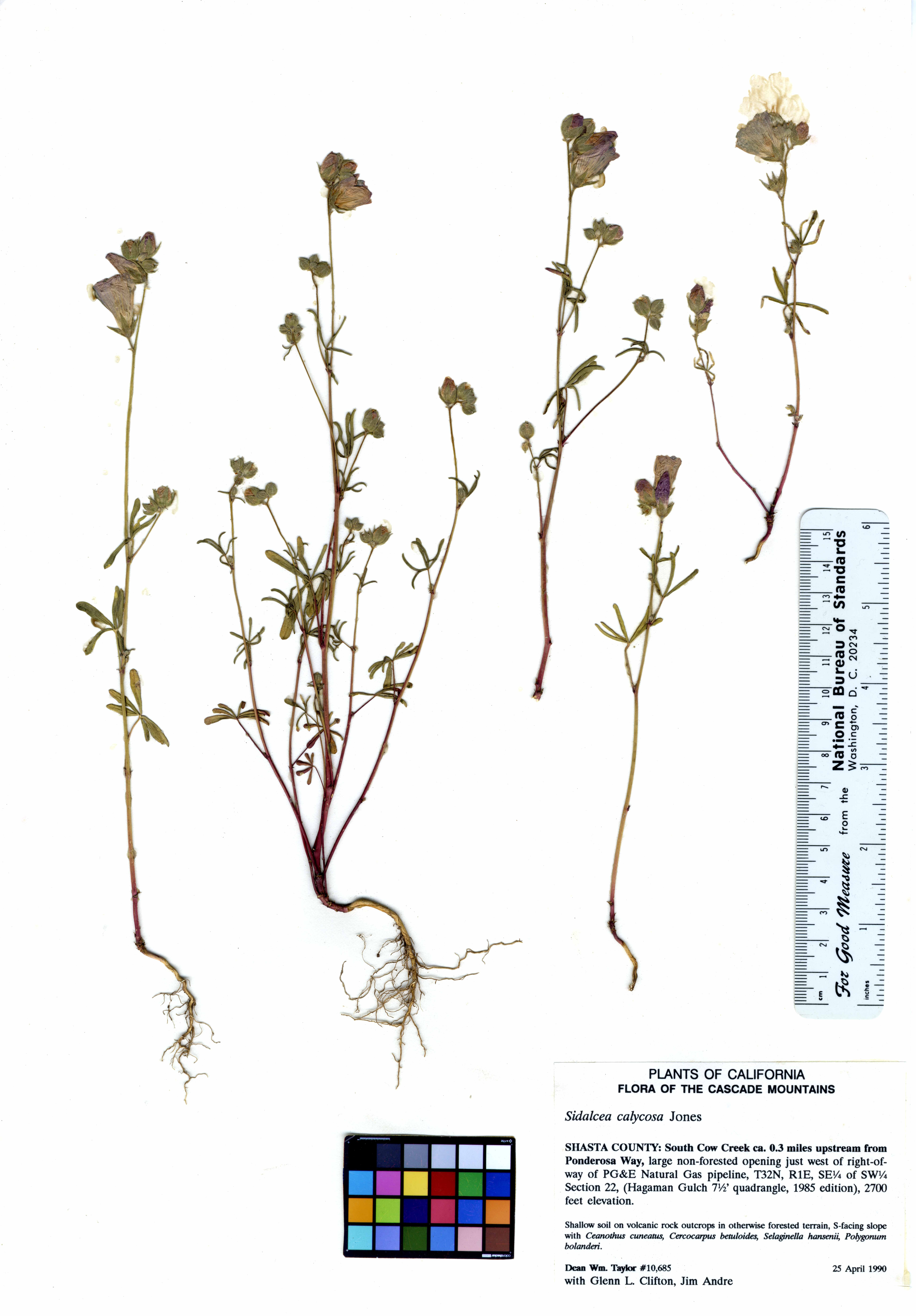